# Bobovo (Pljevlja)
Pour les articles homonymes, voir Bobovo.
Bobovo (en serbe cyrillique : Бобово) est un village du les pentes de Ljubišnja montagne du nord Monténégro, dans la municipalité de Pljevlja.

## Démographie

### Évolution historique de la population
| 1948 | 1953 | 1961 | 1971 | 1981 | 1991 | 2003 |
| ---- | ---- | ---- | ---- | ---- | ---- | ---- |
| 387  | 424  | 430  | 368  | 292  | 207  | 101  |